# Monument aux morts de la Timočka krajina 1912-1918 à Zaječar
Le monument aux morts de la Timočka krajina 1912-1918 à Zaječar (en serbe cyrillique : Споменик палим ратницима из Тимочке крајине у ратовима 1912-1918 у Зајечару ; en serbe latin : Spomenik palim ratnicima iz Timočke krajine u ratovima 1912-1918 u Zaječaru) se trouve à Zaječar, dans le district Zaječar, en Serbie. Il est inscrit sur la liste des monuments culturels protégés de la République de Serbie (identifiant no SK 1002).

## Présentation

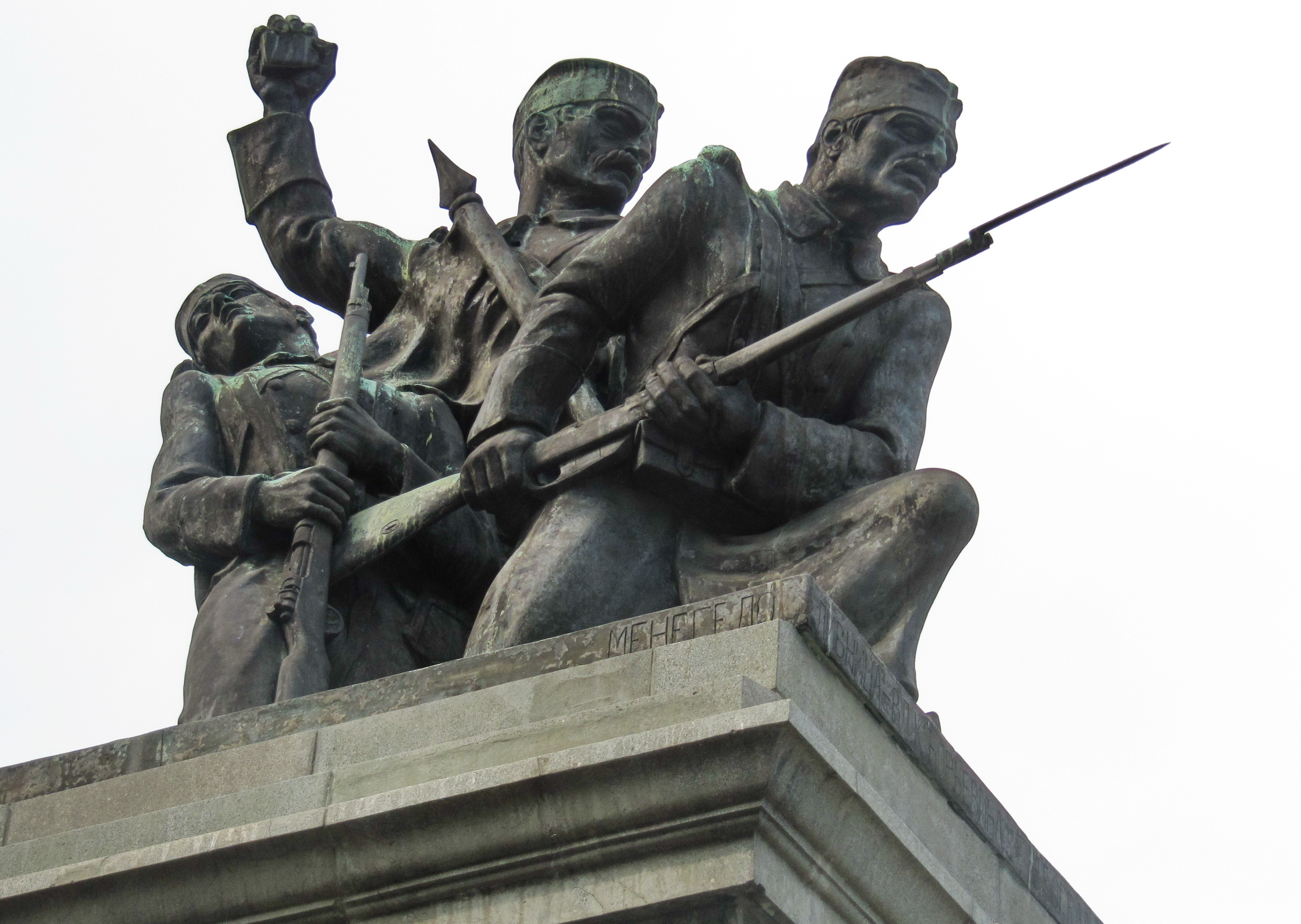
Détail du monument.